# Kościół św. Stanisława Biskupa i Męczennika w Czeladzi
Kościół świętego Stanisława Biskupa i Męczennika – rzymskokatolicki kościół parafialny z początku XX wieku w Czeladzi, wpisany do rejestru zabytków nieruchomych województwa śląskiego, należący do dekanatu czeladzkiego diecezji sosnowieckiej.

## Historia i architektura
Jest to kościół reprezentujący cechy stylu neoromańskiego, wzniesiony w latach 1904–1913, według projektu architektów: Tomasza Pajzderskiego i Hugona Kudera. Świątynia została uroczyście poświęcona (konsekrowana) w dniu 28 września 1958 roku przez biskupa częstochowskiego Zdzisława Golińskiego. Monumentalną budowlę zbudowano na planie krzyża łacińskiego z wielobocznie zamkniętym prezbiterium oraz wieżami znajdującymi się po bokach transeptu oraz na skrzyżowaniu z nawą główną oraz przy wejściu.

## Wyposażenie
We wnętrzu znajduje się m.in. polichromia autorstwa Macieja Makarewicza, wykonana w latach 1963-1968 a także bogata dekoracja rzeźbiarska.

## Galeria

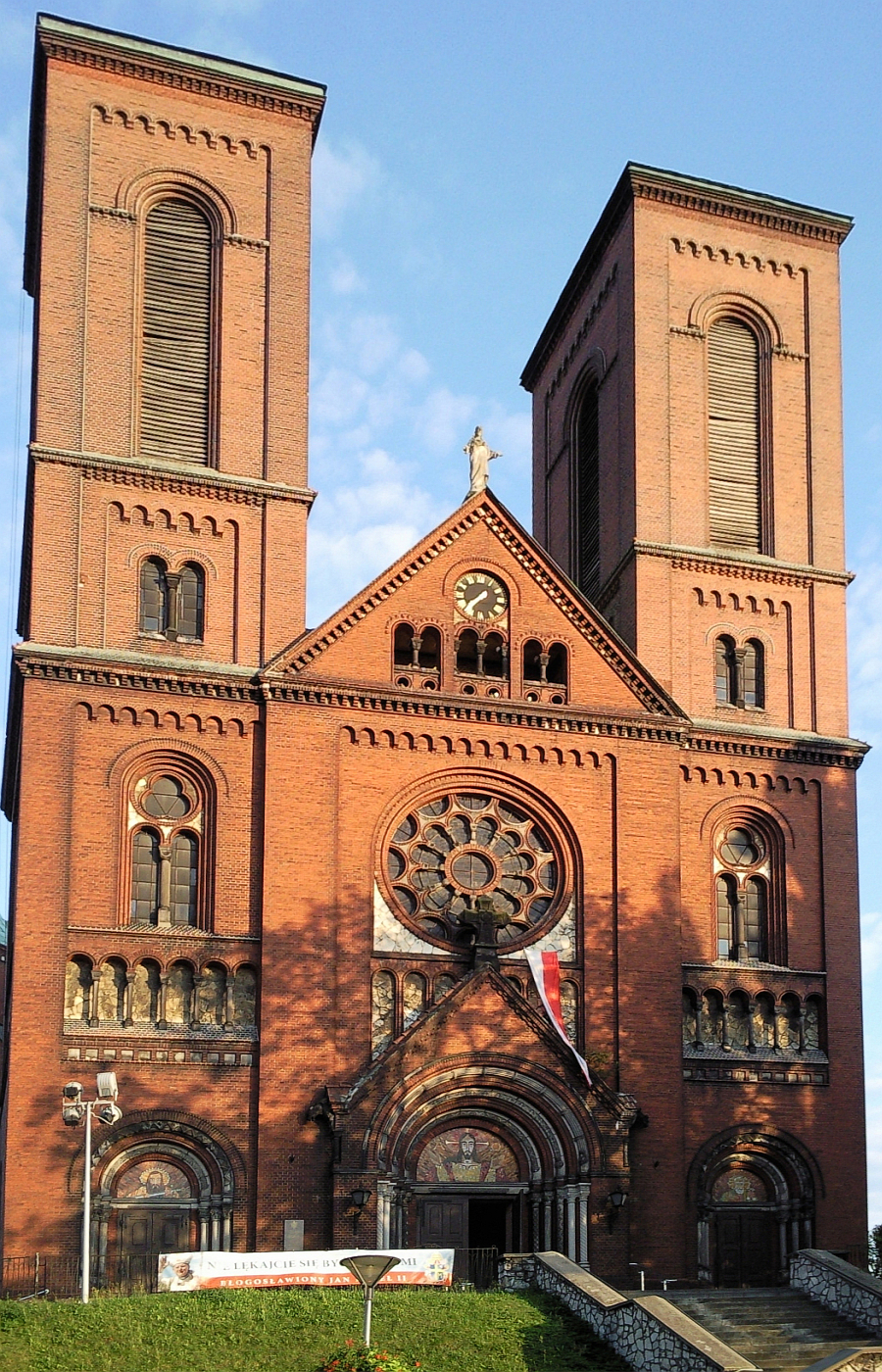
Fasada (2012)
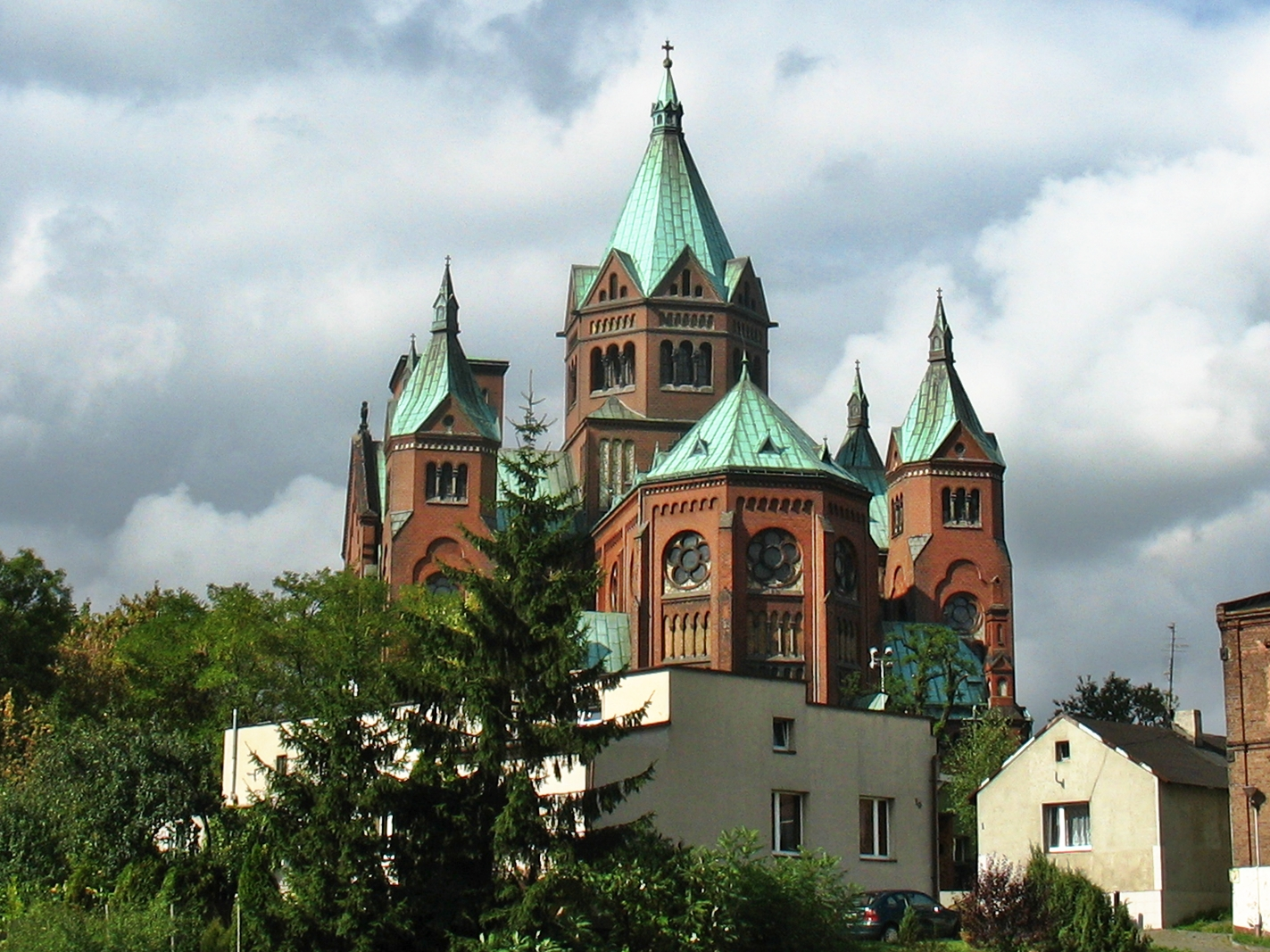
Widok z południowego wschodu (2013)
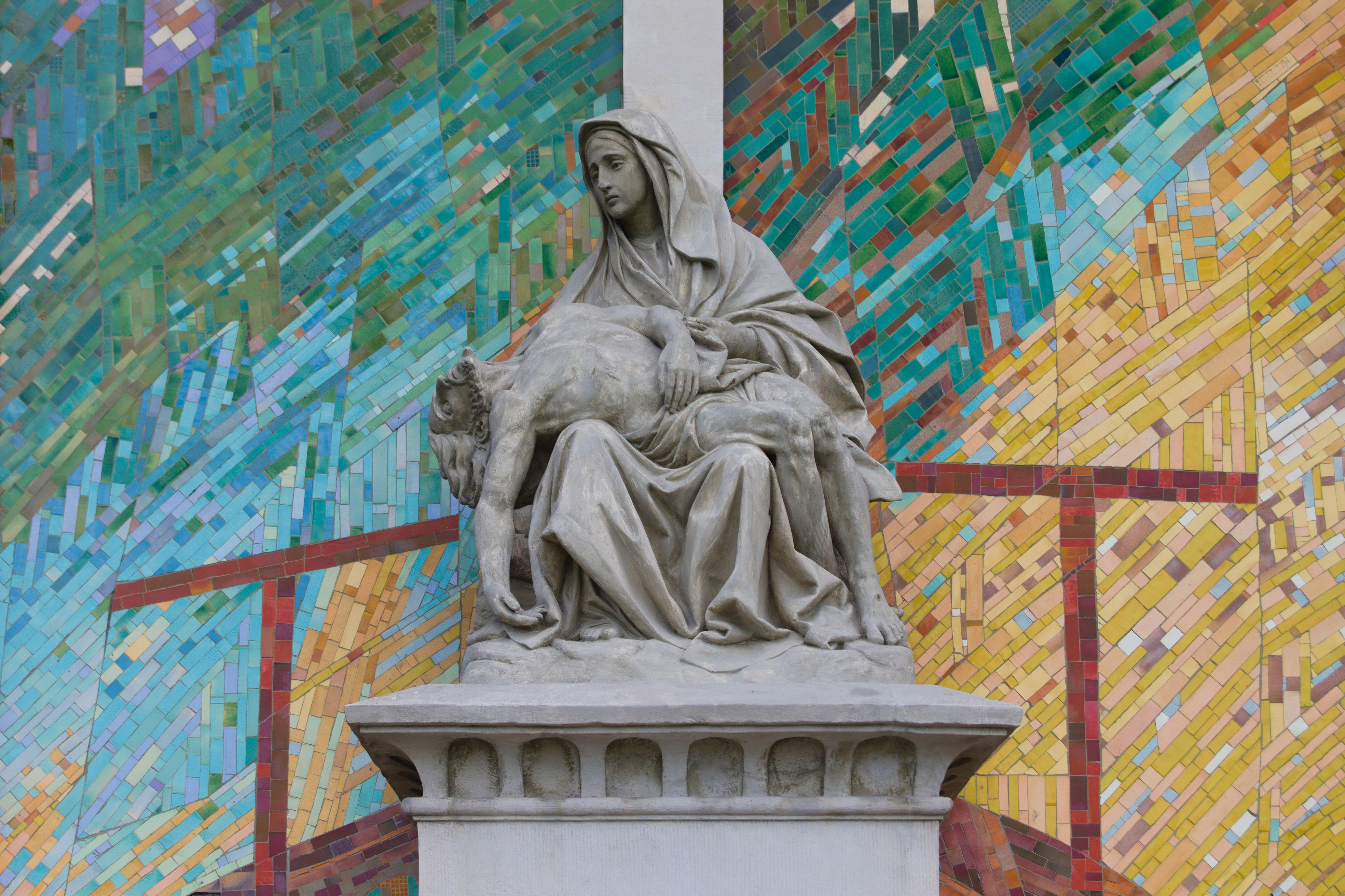
Pietà ufundowana w 1907 roku na ścianie transeptu (2021)
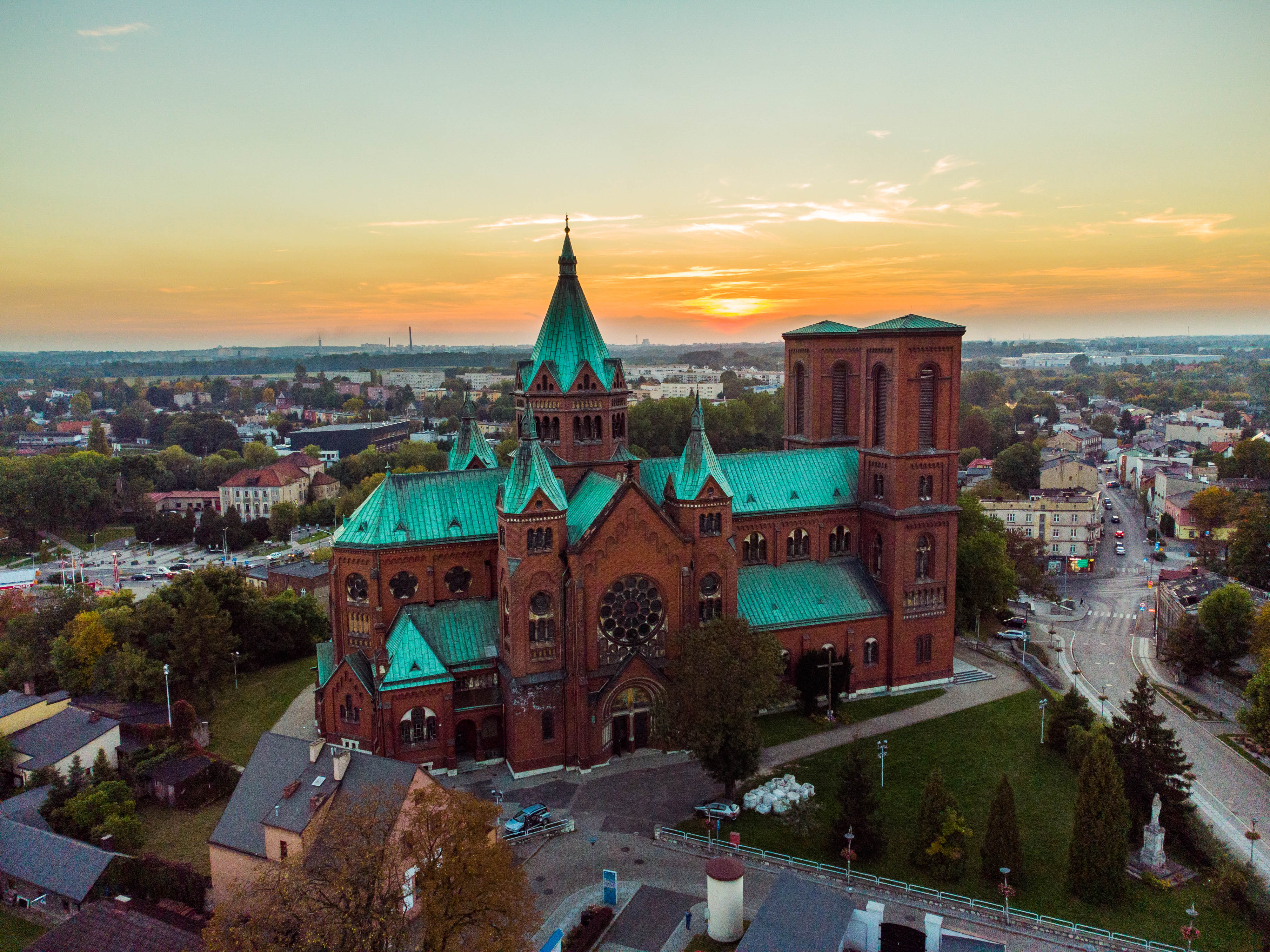
Widok z lotu ptaka (2021)
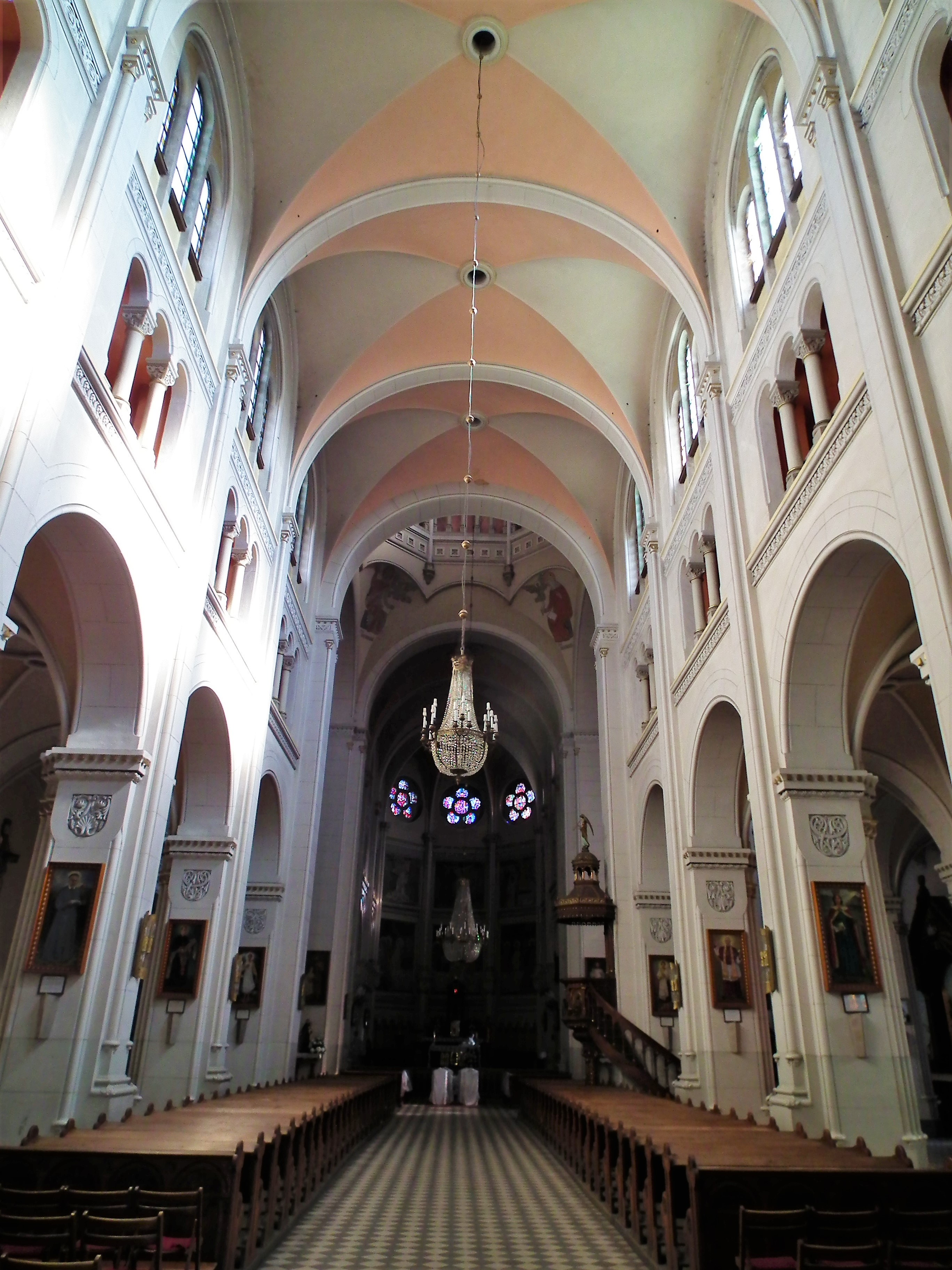
Nawa główna (2018)
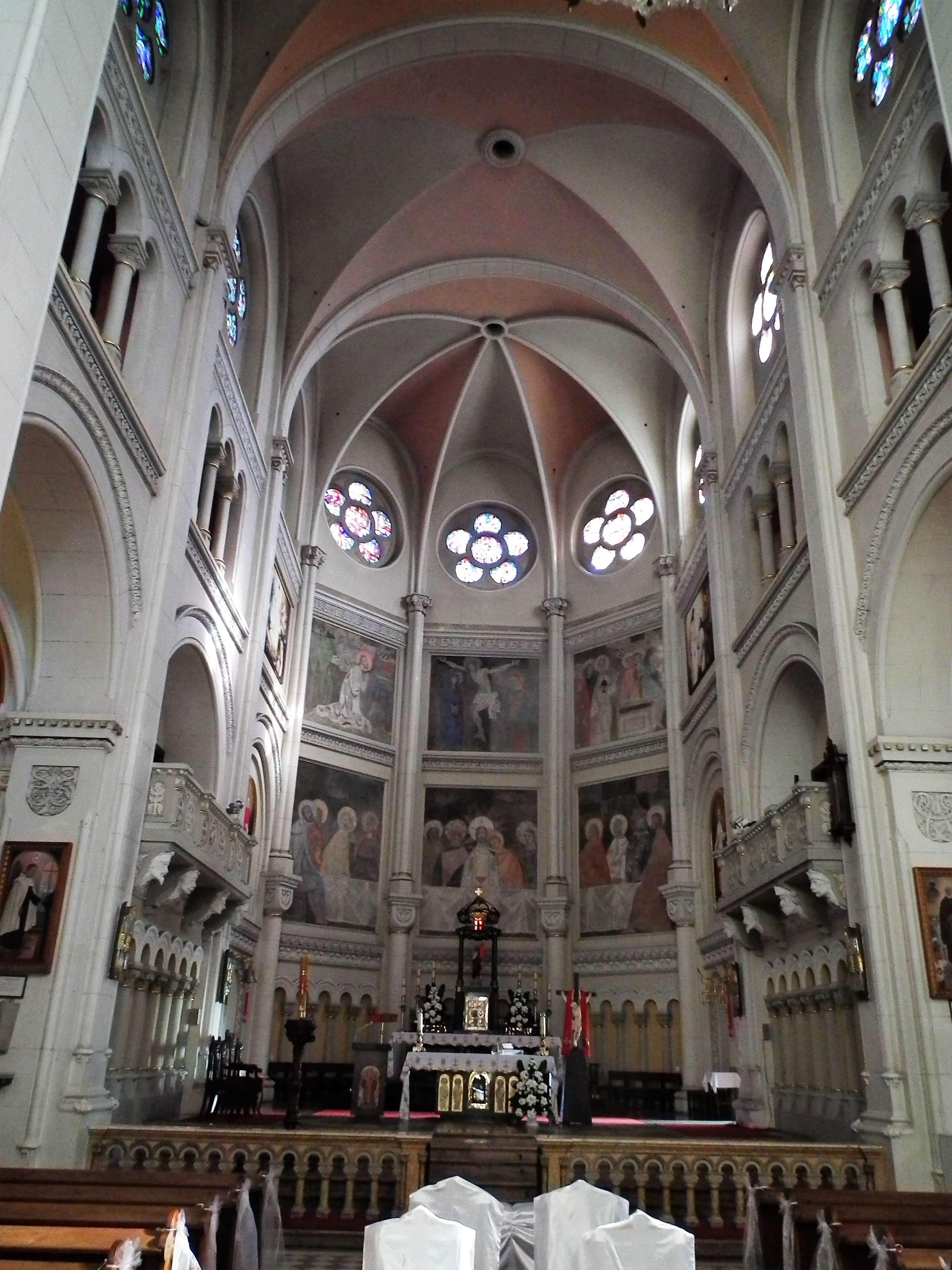
Prezbiterium (2018)
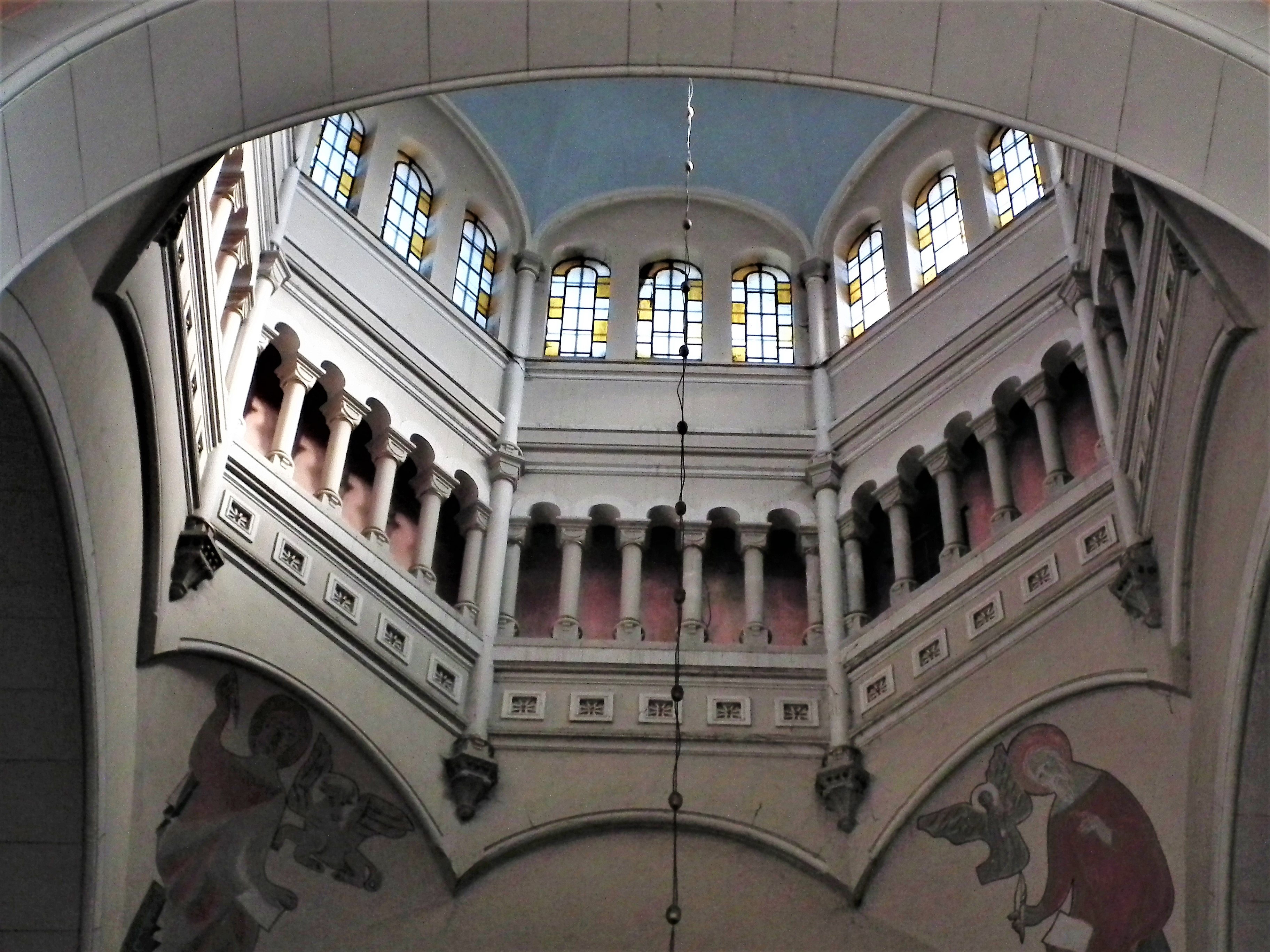
Kopuła nad transeptem (2018)